# ويكيبيديا النابولية
ويكيبيديا النابولية (النابولية:Wikipedia napulitana) هي النسخة النابولية من موسوعة ويكيبيديا.

## الإحصائيات
| عدد المستخدمين المسجلين | عدد المستخدمين النشيطين | عدد المقالات | صفحات المحتوى | عدد التعديلات | عدد الملفات المرفوعة | عدد الإداريين |
| ----------------------- | ----------------------- | ------------ | ------------- | ------------- | -------------------- | ------------- |
| 32٬345                  | 35                      | 14٬922       | 24٬119        | 669٬836       | 287                  | 3             |

## التاريخ
- أكتوبر 2005 - أنشئت المقالة رقم 100.
- أكتوبر 2005 - أنشئت المقالة رقم 1000.
- يونيو 2006 - أنشئت المقالة رقم 10000.[2]